# オキナワキジノオ
オキナワキジノオ Bolbitis appendiculata は小型のシダ植物。琉球列島以南の渓流に生育し、葉にははっきりした2形がある。キジノオの名はあるがキジノオシダ科でなく、オシダ科に属する。

## 特徴
常緑性の小柄な草本。根茎は横に這い、ただし短い。表面の鱗片は淡褐色で、時に灰色を帯び、線形で長さ4mm、幅0.7mmほど。
葉には栄養葉と胞子葉の2形がはっきりしている。
栄養葉
葉柄の長さ5-13cm、藁色でまばらに鱗片がある。葉身は概形が披針形で先はとがり、長さ10-30cm、幅3.5-10cm。単羽状複葉で中軸には背面に鱗片があり、少なくとも先の方では翼がある。また先端近くに無性芽を出す。羽片は15-25対ほど、狭長楕円形で長さ1.5-5cm､幅0.5-1.2cm、先端は丸い場合からとがっている場合まであり、基部は前後共に多少とも耳状に突き出している。また基部側では根元に向かう側が大きくかけてくさび形になり、後ろ側の縁は浅く裂ける。中程の大きいものでは基部に短い柄がある。頂羽片は狭い三角形。葉脈はすべて遊離している。縁の浅い鋸歯のくぼんだところには1つ鋭い刺毛が出る。葉質は紙質で深緑色。
胞子葉
栄養葉より立ち上がって高くに伸びる。葉柄は長さ25cm以下、葉身は単羽状複葉で線形、長さ0.7-2.5cm、幅3-5mm。羽片の数は8-15対で楕円形から長楕円形で先端は丸く、基部には短い柄があり、裏面前体に胞子嚢がついている。

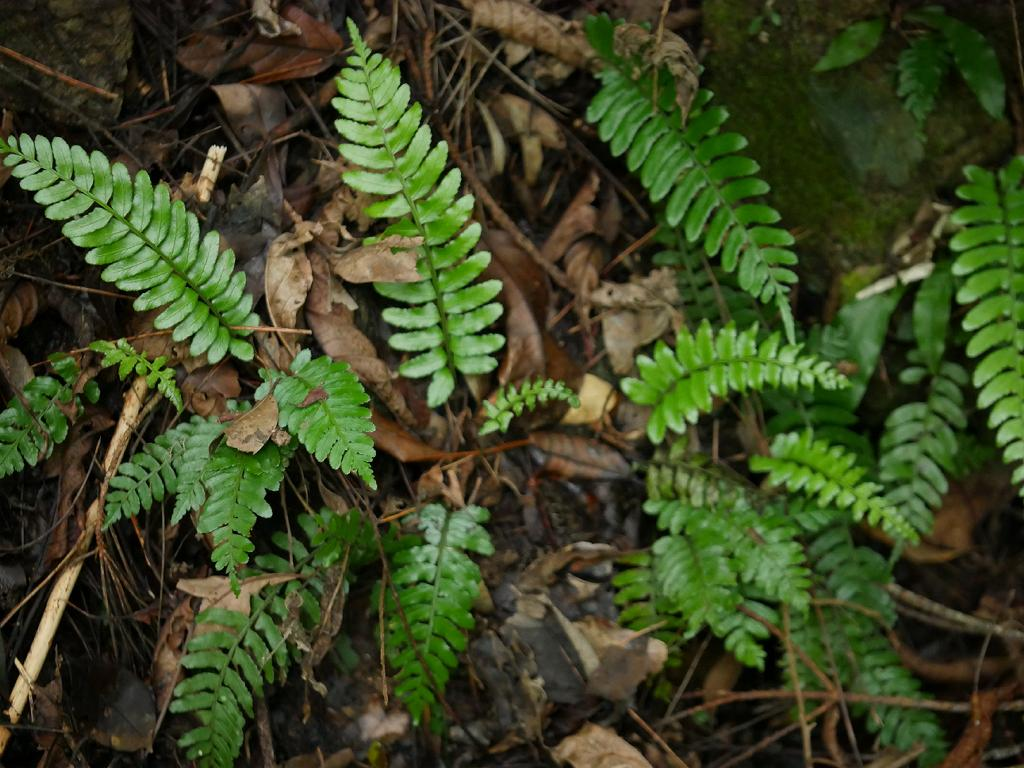
栄養葉の展開の様
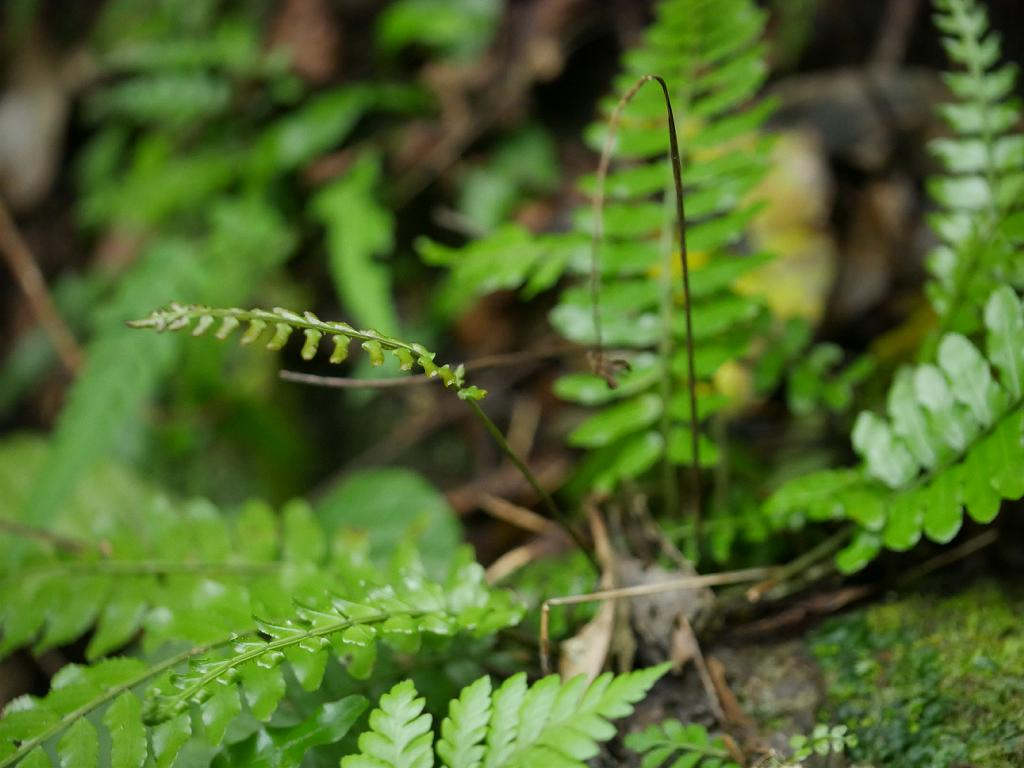
胞子葉

## 分布と生育環境
日本では奄美大島以南の琉球列島に見られ、国外では中国、台湾、東南アジアから南アジアにまで分布する。琉球列島においては奄美、徳之島、沖縄島、石垣島、西表島の各島から知られ、ただし徳之島では希であるという。
山林中の渓流沿いなどの暗く湿った環境に生育し、普通は岩の上に生じ、希に地上に出る。樹陰の湿地などに出ることもある。

## 分類など
本種の所属するヘツカシダ属には世界の熱帯に約55種が知られ、日本では本種の他に3種がある。系統的にもっとも近縁とされるのはヘツカシダ B. subcordata であるが、それ以外の種を含めても本種ははるかに小さい。本種の栄養葉の葉身が普通は20cm以下、大きくても24cmなのに対して、他の種は30cm以下になることも少ない。なお、本種の葉脈がすべて遊離しているのは本属の中では珍しく、これをオキナワキジノオ属 Egenolfia Schott として別属にする説もあったが、現在は認められていない。
なお、オオオキナワキジノオ B. ×laxireticulata があり、これは主軸には翼があって本種に似ているが、葉の長さは40-50cmに達し、羽片も5-7cm程度と大きく、およそ本種とヘツカシダの中間的な姿のもので、琉球列島では奄美、沖縄、石表から知られている。これは中国からも知られており、ヘツカシダと本種の雑種であろうと推定されている。

## 保護の状況
環境省のレッドデータブックには取り上げられていない。鹿児島県で準絶滅危惧に指定されている。